# Algo Que Me Faltaba
Algo Que Me Faltaba é o segundo álbum de estúdio do cantor e compositor italiano Marco Di Mauro. Foi lançado em 10 de dezembro de 2010 pela Warner Music no México. Musicalmente, é um disco do gênero pop latino. Produzido por Armando Ávila. Nele estão incluídas todas as canções do álbum de estreia de mesmo nome do cantor, com três novas faixas. O single "A Partir de Hoy", um dueto com a atriz e cantora mexicana Maite Perroni gravado para a trilha sonora da telenovela Triunfo del amor, chegou a primeira posição do iTunes México, foi a quarta música mais tocada no país e a quinquagésima-quarta mais executada na América Latina. Em 2011, o álbum recebeu certificação de platina no México por mais de 80 mil cópias vendidas no país.

## Faixas
Todas as canções, exceto "A Partir de Hoy", foram compostas por Marco Di Mauro.
| Edição padrão  |                                                             |                                        |         |  |
| N.º            | Título                                                      | Compositor(es)                         | Duração |  |
| 1.             | "Pasará"                                                    |                                        | 3:30    |  |
| 2.             | "Nada de Nada"                                              |                                        | 4:10    |  |
| 3.             | "Siempre"                                                   |                                        | 3:53    |  |
| 4.             | "Mi Vida Sabe a Ti"                                         |                                        | 3:56    |  |
| 5.             | "Hazme Compañia"                                            |                                        | 3:21    |  |
| 6.             | "La Fuerza de Gravedad"                                     |                                        | 3:47    |  |
| 7.             | "Andar Contigo"                                             |                                        | 3:49    |  |
| 8.             | "Rayo de Luz"                                               |                                        | 3:39    |  |
| 9.             | "Algo Que Me Falta"                                         |                                        | 3:58    |  |
| 10.            | "¿Qué Pasó?"                                                |                                        | 3:43    |  |
| 11.            | "Volamos"                                                   |                                        | 4:04    |  |
| 12.            | "Niente di Niente" (Nada de Nada, versão italiana)          |                                        | 4:11    |  |
| 13.            | "La Mia Vita Sa di Te" (Mi Vida Sabe a Ti, versão italiana) |                                        | 3:53    |  |
| 14.            | "A Partir de Hoy" (dueto com Maite Perroni)                 | J. Eduardo Murguia/Mauricio L. Arriaga | 4:20    |  |
| Duração total: | Duração total:                                              | Duração total:                         | 54:16   |  |

## Desempenho nas tabelas musicais

### Posições
| Tabela musical (2011)   | Melhor posição |
| ----------------------- | -------------- |
| México (Top 100 Mexico) | 14             |

## Vendas e certificações
| Região                                         | Certificação | Vendas/distribuição |
| ---------------------------------------------- | ------------ | ------------------- |
| México (AMPROFON)                              | Platina      | 80,000^             |
| ^distribuições baseadas apenas na certificação |              |                     |

## Histórico de lançamento
| Região | Data                   | Edição | Formato          | Gravadora    |
| ------ | ---------------------- | ------ | ---------------- | ------------ |
| México | 10 de dezembro de 2010 | Padrão | CD               | Warner Music |
| México | 10 de dezembro de 2010 | Padrão | Download digital | Warner Music |
| México | 10 de dezembro de 2010 | Padrão | Streaming        | Warner Music |

## Créditos
As informações abaixo foram retiradas do AllMusic.
- Vocal: Marco Di Mauro
- Coro: Esther Alba, Armando Ávila, Marco Di Mauro
- Arranjo: Armando Ávila, Mauricio Arriaga
- Direção: Armando Ávila
- Hammond B3: Armando Ávila
- Mellotron: Armando Ávila
- Piano: Armando Ávila, Carlos Sustaita
- Gerente de estúdio: Enrique Ávila
- Bateria: Javier Barrera, Lee Levin, Eddie Vega
- Composição: Marco Di Mauro, Mauricio Arriaga, Eduardo Murguia
- Violoncelo: Luz María Frenk, Loubov Kouzminikh
- Penteado: Fernando Pedraza